# ヘルメット・ストリーマ

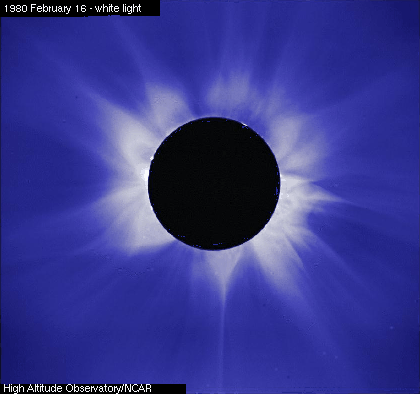
太陽極大期のヘルメット・ストリーマ

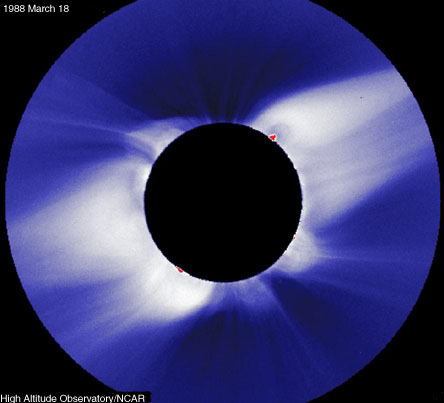
太陽極小期のヘルメット・ストリーマ

ヘルメット・ストリーマ (Helmet streamer) は、コロナの、長く尖った先端を持ち、まるで大きな帽子のような構造のことであり、通常は太陽活動の活発な領域に発達するものである。
ヘルメット・ストリーマの根元にはしばしば紅炎や太陽フィラメントが観察される。ヘルメット・ストリーマは、太陽活動が活発な場所と反対側の磁極を結ぶ閉じた磁力線のループによって形成されている。このループの中に電子が捕らわれるため、非常に明るくなる。太陽風はこのループを長細く伸ばし、先端の尖った形にする。ほとんどの紅炎を超えてコロナの中まで伸びる様子が、日食の最中に観測できる。ヘルメット・ストリーマの発生は通常、中緯度の「ストリーマ・ベルト」に限定され、その分布は太陽周期の中の活発な領域の移動によって決まる。プラズマの小さな斑点である「プラズモイド」が時々ヘルメット・ストリーマの先端から放出され、これが遅い太陽風の起源の1つとなる。対照的に、開いた磁力線はコロナホールと呼ばれ、より暗く、速い太陽風の起源となる。ヘルメット・ストリーマは、大量のプラズマがストリーマの先端に集まると、コロナ質量放出を起こす。
以前はもっぱら日食の際に観測するしか方法がなかったが、SOHO (探査機)が1995年末に打ち上げられてからはそれのおかげで必要な時に観測できるようになった。
ヘルメット・ストリーマの観測の歴史
コロナといっても後光が射したようになっていることは通常なく視覚的には比較的地味なものが多いのだが、その中でもヘルメット・ストリーマはかなりドラマチックな外観を見せるので、1800年代から観察スケッチが残されている。1858年9月7日にブラジルで観測された日食では、フランスの天文学者エマニュエル・リエは、それまでのものと比べて、かなりはっきりとして詳細な観測スケッチを残した（出典元のページの掲載画像を参照していただきたい）。
1851年7月28日に観測されスケッチされたヘルメット・ストリーマの形は、極めて規則的な円錐型をしており、Thierry Moreuxの「Les Eclipses（日食）」という本に掲載された。
1878年7月29日の日食の際にはエティエンヌ・レオポール・トルーヴェロが見事なスケッチを残しており、太陽の赤道付近の2つのヘルメット・ストリーマを描いている。この時代の観測にはすでにカメラも当たり前に使われるようになっていたが、写真よりも眼で見て描くスケッチのほうがディテールの出来に関しては優れている、とトルーヴェロは言っていた。